# Dominique Forlini
Dominique Forlini (París, 14 de septiembre de 1924 - Sèvres, 17 de octubre de 2014) fue un ciclista francés que fue profesional entre 1948 y 1962. Destacó tanto  cursas de carretera como en pista. 
Durante su carrera deportiva consiguió 13 victorias, destacando por encima de las otras las dos victorias de etapa del Tour de Francia de 1954.

## Palmarés
- 1950
  - 1.º en la París-Valenciennes
- 1951
  - 1.º en el Circuito de Vienne
  - Vencedor de una etapa al Tour del Sudeste
- 1952
  - 1.º en el Gran Premio de Niza
- Tour de Corrèze
  - Vencedor de una etapa del Gran Premio de Granville
- 1954
  - 1.º en Quillan
  - 1.º en los Seis días de Bruselas (con Georges Senfftleben)
  - 1.º en los Seis días de Berlín (con Émile Carrara)
  - Vencedor de 2 etapas del Tour de Francia
- 1955
  - Campeón de Europa de Madison (con Georges Senfftleben)
  - 1.º en los Seis días de Frankfurt (con Georges Senfftleben)
  - 1.º en el Premio Dupré-Lapize (con Georges Senfftleben)
- 1956
  - 1.º en los Seis días de Copenhague (con Georges Senfftleben)
- 1959
  - 1.º en el Premio Dupré-Lapize (con Pierre Brun)
  - 1.º en el Gran Premio de los Trabajadores Sociales

### Resultados al Tour de Francia
- 1949. Abandona (5ª etapa)
- 1950. Abandona (18.ª etapa)
- 1951. Abandona (14.ª etapa)
- 1954. 32.º de la clasificación general. Vencedor de 2 etapas
- 1955. Abandona (10.ª etapa)